# Abu Udżajla
Abu Udżajla (arab. أبو عجيلة) – wieś w Syrii, w muhafazie Al-Hasaka. W 2004 roku liczyła 180 mieszkańców.